# I Don’t Want to Do It
 I Don’t Want to Do It (englisch sinngemäß für „Ich will es nicht machen“) ist ein Lied von George Harrison, das dieser 1984 aufnahm. Geschrieben wurde das Lied von Bob Dylan, der es aber selber nicht veröffentlichte. Harrisons Version wurde 1985 auf dem Soundtrackalbum Porky's Revenge! veröffentlicht sowie als Single A-Seite ausgekoppelt.

## Hintergrund
I Don’t Want to Do It wurde von Bob Dylan 1968 geschrieben, aber nicht von ihm verwendet. Dylan überließ George Harrison das Lied, der im Mai 1970 eine Demoversion für sein Album All Things Must Pass aufnahm. Weitere Aufnahmen von I Don’t Want to Do It erfolgten für sein Album nicht mehr, stattdessen verwendete Harrison die Dylan Komposition If Not for You und die Gemeinschaftskomposition I’d Have You Anytime.
1984 produzierte Dave Edmunds die Musik des Soundtracks zum Film Porky's Revenge! und bat Harrison etwas beizutragen, der dann I Don’t Want to Do It mit den Soundtrack-Musikern erneut aufnahm.
Der Text von I Don’t Want to Do It behandelt den Abschied von einer Frau, so lautet eine Strophe: „Also komm wieder in meine Arme. Diese unsere Liebe, sie hat kein Ende. Ich will es nicht tun. Ich will dich nicht zum Weinen bringen. Ich will es nicht tun. Ich will mich nicht verabschieden.“ Bob Dylan soll den Text geschrieben haben, als er sich entscheiden musste, ob er auf Tournee gehen oder lieber zu Hause bleiben sollte.
I Don’t Want to Do It war die erste neue Veröffentlichung von Harrison seit über zwei Jahren, seit seinem Album Gone Troppo im November 1982 und sollte bis zum Album Cloud Nine (1987) auch die letzte bleiben. Es wurde kein Musikvideo für I Don’t Want to Do It veröffentlicht.

## Aufnahme
Die ersten bekannten Aufnahmen für I Don’t Want to Do It fanden am 27. Mai 1970 in den Abbey Road Studios statt. Hierbei handelt es sich um ein akustisches Demo, bei dem sich George Harrison zur Gitarre begleitete. Das Demo wurde von Harrison produziert. Toningenieure waren Eddie Klein und Phillip McDonald.
George Harrison nahm wahrscheinlich im November 1984 in dem Record Plant West Studio in Los Angeles I Don’t Want to Do It neu auf.
Ausführender Produzent des Liedes war Dave Edmunds. Toningenieure waren Carey Taylor und Clive Taylor.
1984er Besetzung:
- George Harrison: Gesang, E-Gitarre
- Chuck Leavell: Keyboard
- Jimmy Vaughan: E-Gitarre
- Kenny Aaronson: E-Bass
- Michael Shrieve: Schlagzeug

Die Singleversion wurde von Dave Edmunds Anfang April 1985 in den Maison Rouge Studios in London  neu abgemischt, zusätzlich wurde ein Gitarrensolo in der Mitte des Liedes verwendet.

## Veröffentlichung
- Am 14. März 1985 wurde das Soundtracklbum Porky's Revenge!  von Columbia Records veröffentlicht, auf dem sich I Don’t Want to Do It befindet.[5]
- Die Singleauskopplung I Don’t Want to Do It / Queen of the Hop (7″-Vinyl Single) erschien am 22. April 1985 in den USA, in Großbritannien und Deutschland wurde die Single nicht veröffentlicht. Die B-Seite ist ein Lied von Dave Emunds.[6] In den USA wurde weiterhin eine 12″-Vinyl-Single (Album Version)[7] und 7″-Vinyl-Single (Single-Version)[8] für Promotionzwecke hergestellt. Eine Singleveröffentlichung erfolgte noch in Brasilien[9] und Mexiko[10].
- Am 12. Juni 2009 erschien das Harrison remasterte Kompilationsalbum Let It Roll: Songs by George Harrison auf dem sich ebenfalls I Don’t Want to Do It befindet.
- Am 6. August 2021 erschien anlässlich des 50. Jubiläums des Albums All Things Must Pass unter anderen eine Super-Deluxe-Version auf der sich eine Demoversion von I Don’t Want to Do It vom Mai 1970 befindet.

## Chartplatzierungen
Die Single konnte sich nicht in den USA in den offiziellen Charts platzieren.

## Coverversionen
Es gibt mindestens eine weitere Coverversion von I Don’t Want to Do It.